# 自転地球儀世界
『自転地球儀世界』（じてんちきゅうぎせかい）は、日本のファンタジー小説のシリーズ。田中芳樹によって第2巻まで書かれた後、長らく中断されていたが、2003年に一条理希著の第3巻が徳間デュアル文庫から刊行された。

## ストーリー
クリスマスを間近に控えたある日、白川周一郎は冷たい雨と風を避けて入った骨董屋で、この地球とは異なる大陸や地形の描かれた地球儀を買って帰った。それと入れ替わるようにして不穏な二人組が入店する。購入者が誰かを店主の老婦人に尋ねる二人であったが、老婦人は買った人間の戸籍調査などしていないと突っぱねた。数日後、周一郎が姪と住む家に一流企業「シグマ社」のスカウトを名乗る人物が現れる。東洋新聞社で『週刊東洋』の記者を務めていた彼の能力を買って、と言う。破格の条件を提示してきたが、シグマ社の不正を暴こうとして編集長と争った辞めた周一郎はこれに怪しさを感じずにはいられない。シグマ社の目的は周一郎が購入した地球儀であった。地球儀は異世界へと繋がる門であり、そこに描かれていたのは異世界の大地の形である。シグマ社の実質上の支配者・倉橋楓子は地球儀の力を用いて異世界に武装集団を差し向け、侵略するという野望を抱いていた。

## 用語
地球儀
この地球とは全く異なる大陸・地形が描かれた謎の地球儀。外から力を加えられなくてもひとりでに回転する。異世界に繋がる「門」であり、これを用いることで異世界に渡ることが可能。
異世界
地球儀に描かれ、通じている世界。仙女神（フェラリーラ）などの神々が信仰され、魔法のような力や怪物も存在している。まだ共通語は存在していないが、諸言語を表記するための文字は大陸諸国で共通している。それは「仙女神恩寵（フェイトラル）文字」と呼ばれ、こちらの世界の漢字そのものの形をしている。倉橋楓子はこの世界を「地球儀世界」と名づけた。
シグマ社
もとは「倉橋組」という土木建設と鉱山業を営む中堅企業。望まれて婿入りした倉橋浩之介の才覚により大企業へと成長。1964年東京オリンピック開催に合わせて「株式会社シグマ」に改称すると、様々な分野に進出しさらなる成功を収めていった。日本三大地主にもなった国を代表する企業とも言えるが、その裏ではゴルフ場開発のために県庁と手を組み、系列企業を使ってゴミをばら撒き、本来なら自然保護のため開発を禁じられる「特別区域」認定を解除させるなどどぎつい悪事も行っている。

## 登場人物
白川周一郎（しらかわ しゅういちろう）
かつては東洋新聞社に勤める将来有望な記者であった男。『週刊東洋』でシグマ社の不正を暴こうとしたが、保身を望む編集長からネタを握りつぶされてしまう。編集長の心根に憤り、殴ってしまいそのまま退職した。反骨の気概のある青年で、誤りであると感じればはっきりと異議を唱える。
白川多夢（しらかわ たむ）
周一朗の姪。交通事故で両親を失い、入院していた兄を火災で失った。引き取っていた祖父母もバスの事故で亡くなった為、伯母から引き取ってもらえず疫病神扱いされる。周一郎が引き取ることになったが、伯母は多夢の父親が残した財産の相続権は欲しがっており交渉の結果周一郎は財産の相続と引き換えに多夢の養育権を得た。以後は伯母のような卑俗さとは無縁な叔父のもとでのびのびと暮らしている。
「弦月堂」主人
骨董屋を営む矍鑠とした老婦人。異世界に通じる地球儀を周一郎に二万円で売った。周一郎が去った後に剣呑な二人組が現れ、地球儀の購入者のことを聞き出すため脅しとして売り物の絵を傷つけられるが、逆に絵を買わせて退けた。
倉橋楓子（くらはし かえでこ）
シグマ・グループ先代代表である倉橋浩之介の孫で、現総帥の妹。女性であるため明治生まれの浩之介からは後継者扱いされていなかったが、兄を遥かに超える才覚を持ち、社内でも彼女を真の後継者として支持する者は多い。大きな野心を持ち、シグマ・グループの長の座に留まらず、地球儀の向こうの異世界をも手中に収めようと企む。
倉橋真広（くらはし まさひろ）
シグマ・グループの現リーダー。血縁ということで倉橋浩之介から帝王学を授けられ、一応現在の地位に収まっている。しかし資質で言えば祖父はもちろん妹よりも遥かに劣る。社内にも陰で彼の能力を疑う者は多い。本人も偉大すぎる先代の影に押しつぶされる思いを抱いている。地球儀とそこから通じる異世界の存在、そして異世界に進出する計画についても祖父から聞かされているが、受け止め切れていない。
倉橋浩之介（くらはし こうのすけ）
シグマ・グループの先代代表。東京帝国大学大学院の学者であったが、中堅企業であった「倉橋組」に婿入りし社長に就くと、的確な判断と経営手腕をもって大企業へと育て上げた。戦後最初の参議院選挙で出馬し当選するだけでなく科学技術庁長官や法務大臣、参議院議長の座についており、政治家としても名高い傑物。故人であり孫の真広がグループを継いではいるが、現在でも彼を神君の如く崇める者は多い。
平嶋登（ひらしま のぼる）
常務取締役で楓子の側近。先代代表・浩之介が無名の社員から選んだ幹部候補生の一人で、先代代表を尊崇している。
村松忠衛（むらまつ ただお）
アメリカ国籍を持つ日本人で、海兵隊出身。現在は倉橋家が保有する私設軍隊を指揮している。テロリズム紛いの技能を修得した部下を引き連れ、楓子の命のもと「地球儀世界」制圧の第一歩を踏み出す。

### 異世界の住人
ギフレット
アルジラ王国の騎士の家系に生まれ、王子ミロンとともに学業を修めていた。王子が失敗をおかせば代わりに鞭打たれ、将来も縛られ続ける状況に辟易としており、やがてオトリック謀反の際、ミロンとその愛人と共に逃走の途上その愚かさに嫌気が差し、愛人ともども殺害。間もなく「ミロン王子」に成り代わってカラトヴァ王国に亡命、再出発することになる。「デフォーラの戦い」であえてミロンの名を捨て、新たに国王からグントラムという名を授けられた。これも通過点でしかなく、いずれは諸国の支配者になろうという野望を抱く。
ミロン
アルジラ王国の王子。悪意は無いものの配慮も浅い人物。幼い頃から何不自由なく暮らし、持たざる者が何を思うのか想像することができなかった。兄が二人いるが、長兄の母は農民の娘であり、同じ母から生まれた次兄は王位継承権を放棄しているため、このまま何も無ければミロンが次代の王となっていた。
サロモン
アルジラ王国の王子。ミロンの兄。学問を愛し、王位継承権を捨ててひっそりと僧院で暮らすことを選んだ。
オトリック
アルジラ王国の王子。だが二人の弟が王妃から生まれたのに対し、自身の母は農民の娘であるため結果的に王位継承権はミロンに渡ることになる。全てにおいてミロンに勝り、戦いでも功績をあげる実力者にもかかわらず苦汁をなめ続けてきた。やがて謀反を起こしアルジラ王国の王となる。
アストルフォ四世
カラトヴァ王国の王。暗君という程ではないが、狩猟と酒色を好み治世にはあまり興味が無い。あまり考えずに「ミロン王子」の亡命を認めた。王妃を亡くしているが再婚はせず10人あまりの寵姫を抱えている。
マイモンド
王宮内で仕える侍従としては最下級にあたる三等侍従。機転の利く有能な男で当初は期待していなかったギフレットも見方を改めた。
ファビオン
アストルフォの亡き妃の甥で現在王室顧問官。生まれながらの才人で、王妃の一族からは何かと頼られている。気ままな性格で、首都に居るときは自宅で読書にふけり、そうでない時は旅に出ていることが多い。カラトヴァ国の魔女の一族・ヴルネラ族の長を無実の罪から救い出したことがきっかけで彼女の曾孫である3人の魔女が彼に仕えることになった。
紅玉（ルビー）のロジェスティラ
青玉（サファイア）のスターヴェル
緑玉（エメラルド）のアレンテーラ
ヴルネラ族出身の魔女。美しさで知られ、超自然的な力も持っている。初対面で「ミロン王子」の正体に感づき、ギフレットの本性を見抜いた。
サクリパーン
カラトヴァ貴族。ギフレットとの御前試合の際、巧妙に勝利を譲られ、賛美の言葉を贈られたことがきっかけで、深い友情と信頼を抱く。即断型の豪傑であるが、妻がいる身にもかかわらずスターヴェルを愛人にする望みを持つという俗っぽい一面もある。
ベルタ
サクリパーンの養女。南の国境を守っていたワルター伯の娘。ガラチュラ王国の侵攻により、家族と臣下を皆殺しにされた。救援に現れ敵を撃退したサクリパーンとともに王都に行き、養女となることを望んだ。その真剣な願いにおされる形でサクリパーンは剣術を授けた。体格では男性騎士に劣るが、卓越した反射神経と磨き上げられた技術でそれを補っている。

## 既刊一覧
1990年に角川書店のカドカワノベルズから第1巻の旧版が刊行された。角川版の挿絵は中村地里による。2002年から2003年にかけて徳間デュアル文庫から第2巻までの再刊と第3巻の刊行が行われた。徳間版の挿絵は緒方剛志による。
カドカワノベルズ版
1. 地球儀の秘密 （1990年11月刊行） ISBN 978-4047811041
2. カラトヴァ風雲録 （1995年6月刊行） ISBN 978-4047811058

徳間デュアル文庫版
1. 地球儀の秘密 （2002年8月刊行） ISBN 978-4199051173
2. カラトヴァ風雲録 （2003年2月刊行） ISBN 978-4199051340
3. 異世界からの来訪者 （2003年9月刊行） ISBN 978-4199051432